# タウポ
タウポ（英: Taupō、マオリ語: Taupō-nui-a-Tia）は、ニュージーランド北島中部にあるワイカト地方の都市。
オークランドの約278キロ南に位置する。人口は2万5400人（2020年ニュージーランド人口統計）。

## 地理

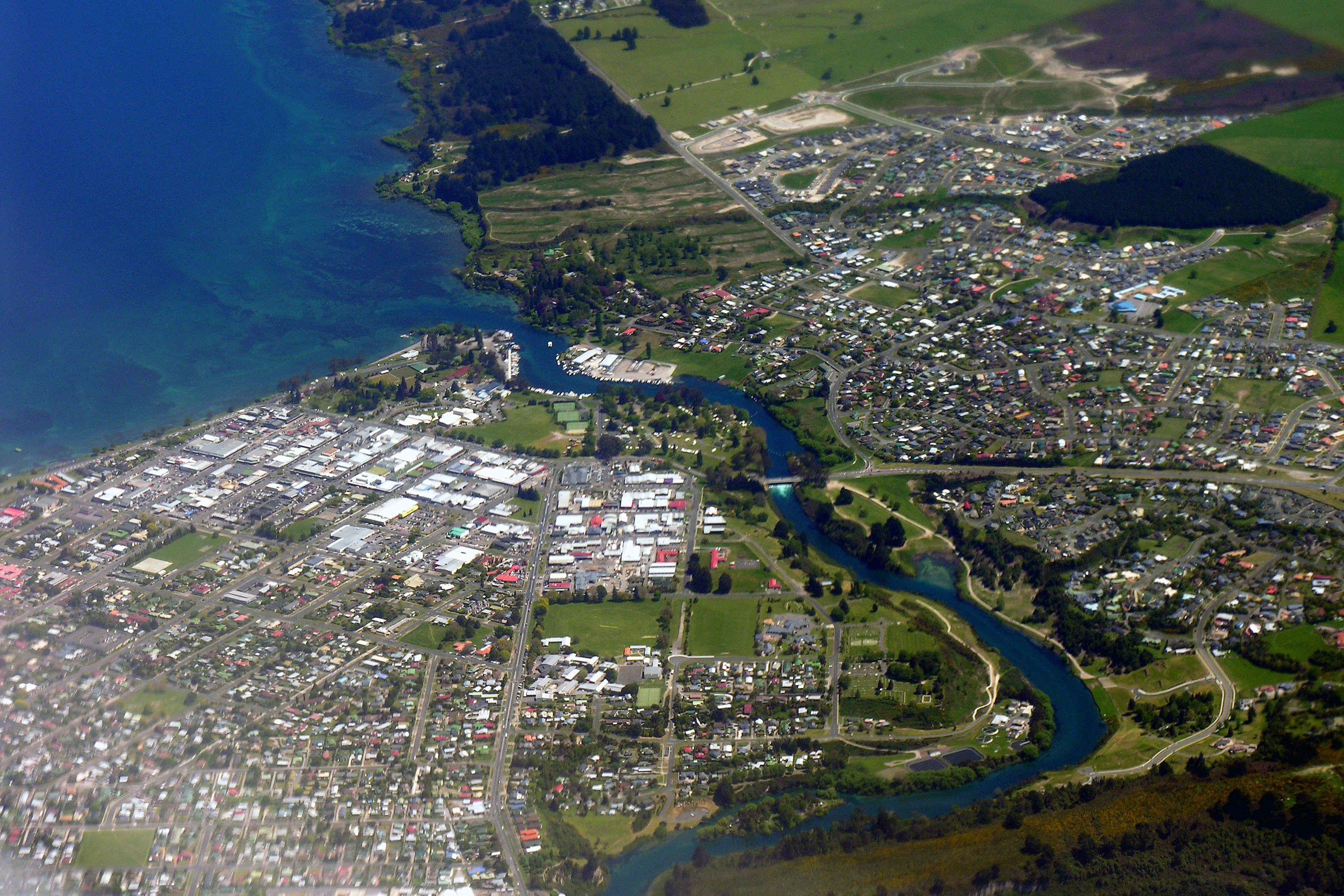
タウポ

タウポは、ニュージーランド最大の湖であるタウポ湖北東岸に位置する。タウポ湖からは、ニュージーランド最大の川であるワイカト川が北へ向かって流れ出し、タウポ北郊には、ニュージーランドで最も観光客が集まるといわれるフカ・フォールがある。
タウポは、火山活動が活発な一帯の中心部に位置しており、地熱発電事業が活発であると同時に、入浴に適した複数の温泉を抱える。活火山タウハラ山がタウポの街から東に6キロメートルに位置する。また、タウポの周辺には、複数の森林地帯が存在する。
タウポの北東部には重要な温泉が点在している。
タウポはオークランドとウェリントンを結ぶ国道1号線と国道5号線上にあり、タウポ湖南岸の街であるトゥランギからおおよそに北に53キロメートルの場所にある。また、ニュージーランドの中でも珍しく、街の中心部に鉄道が存在しない。

## 気候
| Taupoの気候             | Taupoの気候 | Taupoの気候 | Taupoの気候 | Taupoの気候 | Taupoの気候 | Taupoの気候 | Taupoの気候 | Taupoの気候 | Taupoの気候 | Taupoの気候 | Taupoの気候 | Taupoの気候 | Taupoの気候   |
| 月                      | 1月         | 2月         | 3月         | 4月         | 5月         | 6月         | 7月         | 8月         | 9月         | 10月        | 11月        | 12月        | 年            |
| ----------------------- | ----------- | ----------- | ----------- | ----------- | ----------- | ----------- | ----------- | ----------- | ----------- | ----------- | ----------- | ----------- | ------------- |
| 平均最高気温 °C （°F）  | 23.3 (73.9) | 23.3 (73.9) | 20.9 (69.6) | 17.6 (63.7) | 14.1 (57.4) | 11.8 (53.2) | 11.2 (52.2) | 12.1 (53.8) | 14.1 (57.4) | 16.5 (61.7) | 19 (66)     | 21.3 (70.3) | 16.9 (62.4)   |
| 平均最低気温 °C （°F）  | 11.5 (52.7) | 11.6 (52.9) | 10.2 (50.4) | 7.4 (45.3)  | 4.9 (40.8)  | 3.4 (38.1)  | 2.2 (36)    | 3 (37)      | 4.7 (40.5)  | 6.6 (43.9)  | 8.4 (47.1)  | 10.1 (50.2) | 7.1 (44.8)    |
| 降水量 mm （inch）      | 85 (3.35)   | 77 (3.03)   | 83 (3.27)   | 74 (2.91)   | 87 (3.43)   | 99 (3.9)    | 105 (4.13)  | 109 (4.29)  | 90 (3.54)   | 102 (4.02)  | 85 (3.35)   | 108 (4.25)  | 1,102 (43.39) |
| 出典：NIWA Climate Data |             |             |             |             |             |             |             |             |             |             |             |             |               |

## 経済
タウポは、特に夏が中心の、観光都市である。タウポの街からは、タウポ湖南岸の向こうに聳え立つ世界遺産・トンガリロ国立公園の山々を一望することができる。加えて、タウポでは、スカイダイビングやジェットボート、パラグライダーといったアクティビティを行うことも可能である。
タウポの周辺には、世界最大規模の人工林であるカインガロア森林を含む松林が広がる。そのため、林業が盛んである。加えて、地熱に恵まれていることから、地熱発電事業も展開している。ワイラケイ地熱発電所は、街の中心部から数キロメートル離れた所に位置している。

## 姉妹都市
- 箱根町, 日本
- 蘇州市, 中国
- 西安市, 中国
- 北塩原村, 日本 - タウポ市ツランギトンガリロ地区との提携[3]